# Orden „Befreiung des Volkes 1941–1944“

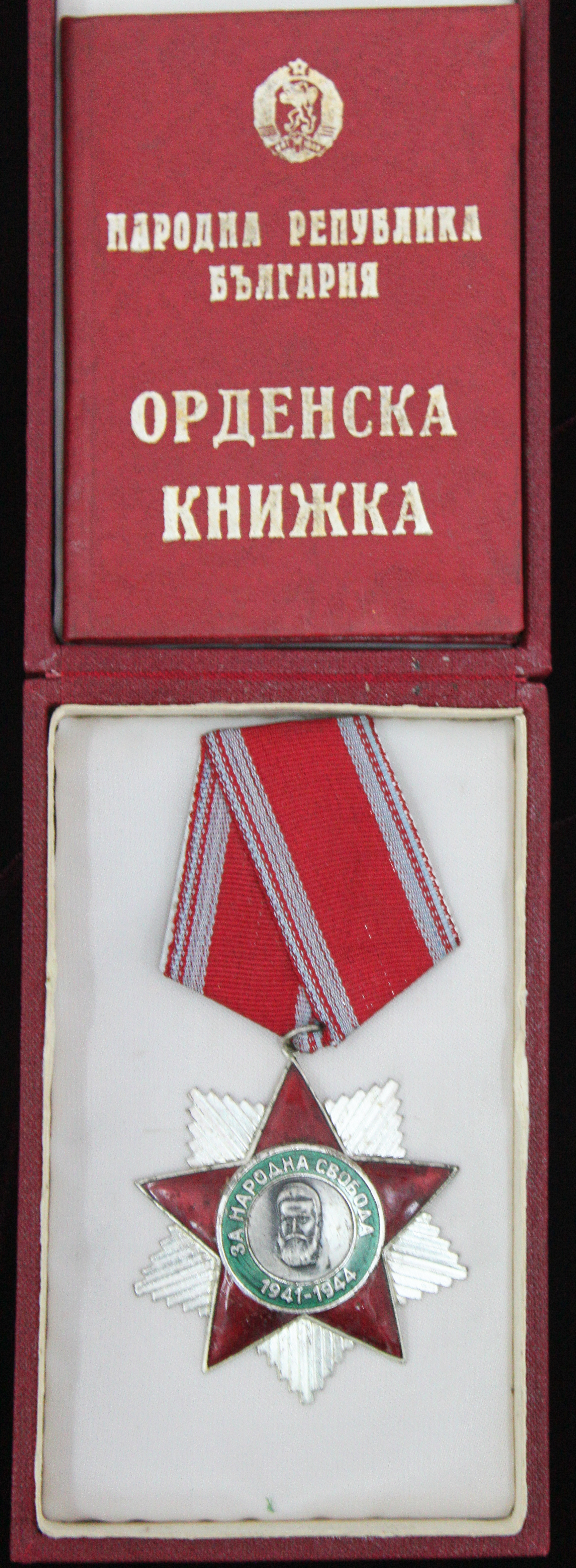
Orden „Befreiung des Volkes 1941–1944“ II. Klasse

Der Orden „Befreiung des Volkes 1941–1944“ wurde am 14. September 1945 gestiftet und konnte an Bulgaren verliehen werden, die sich durch Mut und Tapferkeit während des Befreiungskampfes vor dem 9. September 1944 bewährt hatten. Ausländer konnten ebenso ausgezeichnet werden, wenn sie sich im selben Zeitraum im Kampf gegen den Faschismus Verdienste gegenüber dem bulgarischen Volk erworben haben. Auch war eine Verleihung postum möglich.

## Ordensklassen
Der Orden wurde in zwei Klassen gestiftet.

## Aussehen
Das Ordenszeichen ist ein fünfstrahliger Stern mit Strahlen in den Winkeln. Bei der I. Klasse ist der Stern weiß emailliert und die Strahlen vergoldet. Die II. Klasse ist dagegen rot emailliert mit silbernen Strahlen. Im Medaillon ist das Porträt des Dichters Christo Botew zu sehen, der einer der Anführer des Aprilaufstandes gegen die osmanische Herrschaft 1876 war. Dieses ist von einem grünen Reif mit der kyrillischen Inschrift За Народна Свобода 1941–1944 (Für die Befreiung des Volkes 1941–1944) umschlossen.

## Trageweise
Ursprünglich als Steckorden gestiftet, wurde die Auszeichnung später an einem pentagonalen roten Band mit silberweißen Bordstreifen verliehen. Das Band der II. Klasse hat zusätzlich einen schmalen Randstreifen.

## Verleihungszahlen
Insgesamt lassen sich 68.265 Verleihungen dokumentieren. Erster Empfänger der Auszeichnung war Georgi Dimitrow.